# Kula Shaker
Kula Shaker ist eine englische Band, die Britpop und psychedelischen Rock mit indischer Musik mischt.

## Geschichte
1988 trafen sich Crispian Mills und Alonza Bevan zum ersten Mal und beschlossen, zusammen Musik zu machen. Sie stiegen bei Object of Desire ein, die Band wurde zu dieser Zeit von Macus Maclaine geleitet. Ab 1991 spielte Paul Winterhart Schlagzeug, andere Mitglieder verließen jedoch die Gruppe, deren Name sehr oft wechselte (u. a.: The Lovely Lads, The New Originals). Schließlich stießen noch Suan Dismont (Mills’ Cousin) – der damals sang, während Mills nur Gitarre spielte – und Jay Darlington dazu.
Von nun an wurde die Band zunehmend spiritistischer. Suan berichtete den anderen von der Magie des Buchstaben „K“ und somit benannte man sich in The Kays um. Kurz darauf jedoch verließ Dismont die Gruppe und man entschied, dass Mills der neue Frontmann werden sollte.
1993 entschied sich Mills, nach Indien zu gehen, wo er in einem Tempel arbeitete. Hier kam er auf die Idee, klassische indische mit Rockmusik zu verbinden. Von den Tempelgesängen beeindruckt beschloss er außerdem, Sanskritworte in seine Texte einfließen zu lassen. Zurück in England versuchte die Band, Mills’ Idee in die Tat umzusetzen. Die vier wurden bei Gut Records unter Vertrag genommen, was sich jedoch als große Enttäuschung herausstellen sollte. Am Ende des Jahres 1994 spielten The Kays in der Leisure Lounge in London. Mills hat daran folgende Erinnerung: »The support act was some guy who hung irons and swords from his dick. He played real loud techno while his naked girlfriend smoked crack on stage.« (Die Vorgruppe war ein Typ, der Eisengewichte und Schwerter an seinen Schwanz hängte. Er spielte richtig lauten Techno, während seine Freundin nackt auf der Bühne Crack rauchte.)
Im Frühling des darauf folgenden Jahres verließ man Gut Records. Eines Tages traf die Band dann einen Jünger Krishnas, einen Amerikaner, der sich Kula Sekhara nannte und behauptete, mit John Lennon zusammengelebt zu haben. Er erzählte den Musikern Geschichten über den historischen Kula Sekhara, einen indischen Fürsten aus dem neunten Jahrhundert, der sich intensiv mit Religion, Musik und Lyrik befasst hatte. Wenn sie diesen Namen annähmen, so beschütze sie Kula Sekhara, meinte der Krishnait. Also benannte sich die Band in Kula Shaker um; es war die letzte Namensänderung.
Drei Wochen nachdem sich die Band umbenannt hatte, machte ihnen RCA ein Angebot für einen Vertrag, und auch andere Labels zeigten plötzlich Interesse. Man entschied sich schließlich für Columbia, einen Ableger der Sony-Corporation.
1996 wurde dann letztendlich das erste Album der Gruppe veröffentlicht, K, das gleichzeitig ihr größter Erfolg werden sollte. Mehr als eine Million CDs wurden allein im Vereinigten Königreich verkauft, die Hitsingle Hey Dude landete auf Platz zwei der Charts, und wurde nur von den Spice Girls geschlagen. Viermal wurde die Band auf dem Höhepunkt ihrer Geschichte für den Brit Award nominiert. Die anschließend veröffentlichte und komplett in Sanskrit gesungene Single Govinda erreichte Platz sieben der britischen Singlecharts. Der Liedtext besteht größtenteils aus einem traditionellen indischen Gesang zu Ehren der Hindu-Gottheit Krishna, der bereits auch von George Harrison 1970 aufgenommen wurde.
Dann jedoch kam es zu einem Skandal, nachdem Crispian Mills in einem Interview gesagt hatte, er würde gerne brennende Swastikas bei den Konzerten der Band installieren. Die englische Presse stürzte sich auf diese Aussage, und zerriss die Band in der Luft, nationalsozialistische Tendenzen wurden plötzlich ausgemacht. Trotzdem schafften Kula Shaker mit der Billy-Joe-Royal-Coverversion Hush noch einmal den Sprung auf Platz zwei der Charts.
Nach einer Tour durch Großbritannien 1997 wollte man nun auch Erfolg in den USA, die die Band im selben Jahr bereiste. Wegen Streitigkeiten mit dem Columbia-Management zog sich die Band jedoch schon bald wieder nach Europa zurück.
1998 wurde die Single Sound of Drums (nur in Großbritannien) veröffentlicht, die auf ihrem Höhepunkt den dritten Platz der Charts belegte, ein für dieses Jahr geplantes Album kam jedoch nicht auf den Markt. Erst ein Jahr später, im März 1999, kam das zweite Album Peasants, Pigs & Astronauts heraus, mit dem Kula Shaker jedoch nicht an den Erfolg von K anknüpfen konnten. Daraufhin verließ Mills die Band im September. Ein Greatest-Hits-Album wurde von der Plattenfirma im Jahr 2002 herausgegeben und markierte das vorläufige Ende der Band.
Mills gründete 2003 die Band The Jeevas, mit der er zwei Alben aufnahm. Darüber hinaus produzierte er das Debüt der britischen Band Bucky und arbeitete an einem noch nicht veröffentlichten Benefiz-Album namens School of Braja mit.
Die große Überraschung fand kurz vor Weihnachten 2005 statt, als Kula Shaker in der englischen Stadt Leighton in einem Club unter dem Decknamen The Garcons ein Konzert in Originalbesetzung spielten. Am 11. Januar 2006 wurde offiziell bestätigt, dass sich Kula Shaker reformiert und neues Material für die EP Revenge of the King veröffentlicht hatten.
Im August 2007 wurde das Album Strangefolk veröffentlicht, danach folgte eine Tour durch Europa. Anfang 2008 folgten weitere Auftritte in Großbritannien, Japan und Europa. Zu der Zeit arbeitete die Band an einem neuen Album. Erste Songtitel waren Witches and wine, Light years ahead of your time und All dressed up and ready. Für den Sommer waren nur wenige Festivals geplant, darunter das Haldern Pop Anfang August in Nordrhein-Westfalen.
Anfang 2009 stand die Band erneut kurz vor der Trennung. Trotz Geldproblemen entschieden sich Mills & Co. dann doch an einem neuen, vierten Album zu arbeiten. Alle Songs wurden im eigens vom Bassisten Alonza Bevan eingerichteten Studio in Belgien aufgenommen und in London gemixt. Erscheinungstermin des Werks mit dem Titel Pilgrim's Progress war der 9. Juli 2010. Erste Single-Auskopplung war Peter Pan R.I.P, das die Band ihren Fans vorab zum freien Download zur Verfügung stellte. Einhergehend mit dem Album-Release gab es eine Tour durch England und Europa.
Am 20. Januar 2010 wurde anlässlich des zehnjährigen Jubiläums des Albums Peasants Pigs and Astronauts eine Anniversary-Box veröffentlicht, die zunächst nur auf der Internetseite der Band erhältlich war. Neben der erstmaligen Veröffentlichung des Songs Strangefolk beinhaltet die Special Edition eine zweite CD mit zusätzlichen Demo-Aufnahmen sowie einem im November 2009 aufgenommenen Interview mit dem Sänger Crispian Mills und dem Bassisten Alonza Bevan.
Am 12. Februar 2016 erschien das Album mit dem Titel K 2.0. Am 10. Juni 2022 folgte das letzte Album mit Henry Broadbent als Keyboarder: 1st Congregational Church of Eternal Love and Free Hugs. Ende des Jahres kehrte der ehemalige Keyboarder Jay Darlington ins Line-Up zurück. Gemeinsam mit ihm arbeitete die Band an ihrem siebten Studioalbum Natural Magick, das am 2. Februar 2024 veröffentlicht wurde.

## Diskografie

### Studioalben
| Jahr | Titel                                                   | Höchstplatzierung, Gesamtwochen, AuszeichnungChartplatzierungen (Jahr, Titel, Platzierungen, Wochen, Auszeichnungen, Anmerkungen) | Höchstplatzierung, Gesamtwochen, AuszeichnungChartplatzierungen (Jahr, Titel, Platzierungen, Wochen, Auszeichnungen, Anmerkungen) | Höchstplatzierung, Gesamtwochen, AuszeichnungChartplatzierungen (Jahr, Titel, Platzierungen, Wochen, Auszeichnungen, Anmerkungen) | Höchstplatzierung, Gesamtwochen, AuszeichnungChartplatzierungen (Jahr, Titel, Platzierungen, Wochen, Auszeichnungen, Anmerkungen) | Höchstplatzierung, Gesamtwochen, AuszeichnungChartplatzierungen (Jahr, Titel, Platzierungen, Wochen, Auszeichnungen, Anmerkungen) | Anmerkungen                              |
| Jahr | Titel                                                   | DE | AT | CH | UK | US | Anmerkungen                              |
| ---- | ------------------------------------------------------- | --- | --- | --- | --- | --- | ---------------------------------------- |
| 1996 | K                                                       | DE67 (6 Wo.)DE | — | — | UK1 ×2Doppelplatin · (51 Wo.)UK                                                                                                   | US200 (1 Wo.)US | Erstveröffentlichung: 16. September 1996 |
| 1999 | Peasants, Pigs & Astronauts                             | DE33 (5 Wo.)DE | AT31 (7 Wo.)AT | CH41 (1 Wo.)CH | UK9 Gold · (12 Wo.)UK | — | Erstveröffentlichung: 8. März 1999       |
| 2007 | Strangefolk                                             | — | — | — | UK69 (1 Wo.)UK | — | Erstveröffentlichung: 27. Juni 2007      |
| 2016 | K 2.0                                                   | DE84 (1 Wo.)DE | — | — | UK32 (1 Wo.)UK | — | Erstveröffentlichung: 12. Februar 2016   |
| 2022 | 1st Congregational Church of Eternal Love and Free Hugs | — | — | — | — | — | Erstveröffentlichung: 10. Juni 2022      |
| 2024 | Natural Magick                                          | — | — | — | UK22 (1 Wo.)UK | — | Erstveröffentlichung: 2. Februar 2024    |

### Weitere Veröffentlichungen
| Jahr | Titel                   | Anmerkungen                             |
| ---- | ----------------------- | --------------------------------------- |
| 1997 | Summer Sun              | Erstveröffentlichung: 29. Juli 1997     |
| 2002 | Kollected – The Best Of | Erstveröffentlichung: 16. Dezember 2002 |
| 2006 | Revenge of the King     | Erstveröffentlichung: 31. März 2006     |
| 2007 | Freedom Lovin’ People   | Erstveröffentlichung: 23. Mai 2007      |
| 2010 | Pilgrims Progress       | Erstveröffentlichung: 28. Juni 2010     |

Raritäten:
- 1996: S (inoffizielles Release mit 19 Tracks)
- 1997: Long Live Tibet (EMI-Records, u. a. mit Kula Shaker)

### Singles
| Jahr | Titel Album                                      | Höchstplatzierung, Gesamtwochen, AuszeichnungChartplatzierungen (Jahr, Titel, Album, Platzierungen, Wochen, Auszeichnungen, Anmerkungen) | Höchstplatzierung, Gesamtwochen, AuszeichnungChartplatzierungen (Jahr, Titel, Album, Platzierungen, Wochen, Auszeichnungen, Anmerkungen) | Höchstplatzierung, Gesamtwochen, AuszeichnungChartplatzierungen (Jahr, Titel, Album, Platzierungen, Wochen, Auszeichnungen, Anmerkungen) | Höchstplatzierung, Gesamtwochen, AuszeichnungChartplatzierungen (Jahr, Titel, Album, Platzierungen, Wochen, Auszeichnungen, Anmerkungen) | Höchstplatzierung, Gesamtwochen, AuszeichnungChartplatzierungen (Jahr, Titel, Album, Platzierungen, Wochen, Auszeichnungen, Anmerkungen) | Anmerkungen                             |
| Jahr | Titel Album                                      | DE | AT | CH | UK | US | Anmerkungen                             |
| ---- | ------------------------------------------------ | --- | --- | --- | --- | --- | --------------------------------------- |
| 1996 | Grateful When You’re Dead / Jerry Was There K    | — | — | — | UK35 (4 Wo.)UK | — | Erstveröffentlichung: 22. April 1996    |
| 1996 | Tattva K                                         | DE85 (5 Wo.)DE | — | — | UK4 (9 Wo.)UK | — | Erstveröffentlichung: 24. Juni 1996     |
| 1996 | Hey Dude K                                       | — | — | — | UK2 Silber · (10 Wo.)UK | — | Erstveröffentlichung: August 1996       |
| 1996 | Govinda K                                        | — | — | — | UK7 (10 Wo.)UK | — | Erstveröffentlichung: 11. November 1996 |
| 1997 | Hush K                                           | — | — | — | UK2 Silber · (10 Wo.)UK | — | Erstveröffentlichung: Februar 1997      |
| 1998 | Sound of Drums Peasants, Pigs & Astronauts       | — | — | — | UK3 (8 Wo.)UK | — | Erstveröffentlichung: April 1998        |
| 1999 | Mystical Machine Gun Peasants, Pigs & Astronauts | — | — | — | UK14 (8 Wo.)UK | — | Erstveröffentlichung: Februar 1999      |
| 1999 | Shower Your Love Peasants, Pigs & Astronauts     | — | — | — | UK14 (4 Wo.)UK | — | Erstveröffentlichung: 3. Mai 1999       |

## The JeevasDiskografie

### Studioalben
| Jahr | Titel               | Anmerkungen                             |
| ---- | ------------------- | --------------------------------------- |
| 2002 | 1,2,3,4             | Erstveröffentlichung: 9. September 2002 |
| 2003 | Cowboys and Indians | Erstveröffentlichung: 6. Oktober 2003   |

### Singles
| Jahr | Titel Album                                      | Höchstplatzierung, Gesamtwochen, AuszeichnungChartplatzierungen (Jahr, Titel, Album, Platzierungen, Wochen, Auszeichnungen, Anmerkungen) | Höchstplatzierung, Gesamtwochen, AuszeichnungChartplatzierungen (Jahr, Titel, Album, Platzierungen, Wochen, Auszeichnungen, Anmerkungen) | Höchstplatzierung, Gesamtwochen, AuszeichnungChartplatzierungen (Jahr, Titel, Album, Platzierungen, Wochen, Auszeichnungen, Anmerkungen) | Höchstplatzierung, Gesamtwochen, AuszeichnungChartplatzierungen (Jahr, Titel, Album, Platzierungen, Wochen, Auszeichnungen, Anmerkungen) | Höchstplatzierung, Gesamtwochen, AuszeichnungChartplatzierungen (Jahr, Titel, Album, Platzierungen, Wochen, Auszeichnungen, Anmerkungen) | Anmerkungen                          |
| Jahr | Titel Album                                      | DE | AT | CH | UK | US | Anmerkungen                          |
| ---- | ------------------------------------------------ | --- | --- | --- | --- | --- | ------------------------------------ |
| 2002 | Virginia 1,2,3,4                                 | — | — | — | UK97 (1 Wo.)UK | — | Erstveröffentlichung: September 2002 |
| 2002 | Ghost (Cowboys In The Movies) 1,2,3,4            | — | — | — | UK82 (1 Wo.)UK | — | Erstveröffentlichung: November 2002  |
| 2003 | Once Upon a Time in America 1,2,3,4              | — | — | — | UK61 (1 Wo.)UK | — | Erstveröffentlichung: März 2003      |
| 2003 | The Way You Carry On Cowboys and Indians         | — | — | — | UK78 (1 Wo.)UK | — | Erstveröffentlichung: September 2003 |
| 2004 | Have You Ever Seen the Rain? Cowboys and Indians | — | — | — | UK70 (1 Wo.)UK | — | Erstveröffentlichung: Februar 2004   |

Weitere Singles
- 2002: One Louder
- 2002: Scary Parents

## Diverses
- The Prodigy machten sich 1997 die Euphorie um Crispian Mills zunutze und luden ihn als Gastsänger für den Track NARAYAN ins Studio, zu finden auf ihrem Album The Fat of the Land. Für ihr Album Strangefolk verwendeten Kula Shaker nun Elemente aus eben jenem Song für den Track Song of Love/Narayana.
- Das erste Album K sprang aus dem Stand auf Platz 1 der britischen Charts. Nachfolger Peasants, Pigs & Astronauts schaffte es nur mehr auf Platz 8. Die Studioaufnahmen für die zweite Platte fanden mitunter auf einem Hausboot auf der Themse statt, auf dem auch einst Pink Floyd aufnahmen.
- Ihre Version von Hush war auch auf dem Soundtrack-Album zu Ich weiß, was du letzten Sommer getan hast vertreten.
- Einige Fans haben sich zusammengetan und veröffentlichen in unregelmäßigen Abständen ein Kula-Shaker-Fanzine[6] mit dem Titel STRANGE FOLK. Die erste Ausgabe erschien 2006, die 13. im Mai 2025. Das Fanzine ist zum freien Download im PDF-Format erhältlich.